# デュークス郡 (マサチューセッツ州)
デュークス郡（英: Dukes County）は、アメリカ合衆国マサチューセッツ州の南部に位置する郡である。人口は2万0600人（2020年）。郡庁所在地はエドガータウンであり、同郡で人口最大の自治体である。デュークス郡はマーサズ・ヴィニヤードとエリザベス（カティハンク島を含む）諸島で構成されている。

## 歴史
この諸島には昔、ワンパノアグ族インディアンが住み、幾つかの集落を造っていた。イギリス国王が2人の貴族に与えた島の政治的支配権は、重複した所があった。マサチューセッツ湾植民地の開拓者トマス・メイヒューが1641年にこの土地を購入した。メイヒューはその新領土に植民地を造り、インディアンから慎重に土地の権利を購入し、インディアンの統治が妨げられずに続くようにしていた。1665年、メイヒューの土地はヨーク公に与えられた土地特許に含まれた。1671年、土地の所有権について解決策が示され、メイヒューはその領地をニューヨーク植民地の管理下に置くことで所有権を認められた。
デュークス郡は1683年11月1日にニューヨーク植民地のデュークス郡として設立され、メイヒューの領地であるマーサズ・ヴィニヤード、ナンタケット、エリザベス諸島が含まれていた。1691年10月7日にマサチューセッツ湾植民地に移管され、同時にナンタケットは別のナンタケット郡となった。1695年、「デュークス郡という名前で」 ("Dukes County") 法人化された。これは標準的な形態 ("county of Dukes") とすると "County of Dukes County" というように冗長な形になり、それを避けるためだった。

## 地理
アメリカ合衆国国勢調査局に拠れば、郡域全面積は490.95平方マイル (1,271.6 km2)であり、このうち陸地103.78平方マイル (1,268.8 km2)、水域は387.18平方マイル (1,002.8 km2)で水域率は78.86%である。

### 隣接する郡
- バーンスタブル郡 - 北東
- プリマス郡 - 北
- ブリストル郡 - 北西
- ナンタケット郡 - 東

### 国立保護地域
- ノーマンズランド島国立野生生物保護区

## 人口動態
以下は2000年国勢調査による人口統計データである。
| 基礎データ - 人口: 14,987 人 - 世帯数: 6,421 世帯 - 家族数: 3,788 家族 - 人口密度: 56人/km2（144人/mi2） - 住居数: 14,836 軒 - 住居密度: 55軒/km2（143軒/mi2） 人種別人口構成 - 白人: 90.69% - アフリカン・アメリカン: 2.40% - ネイティブ・アメリカン: 1.71% - アジア人: 0.46% - 太平洋諸島系: 0.07% - その他の人種: 1.48% - 混血: 3.19% - ヒスパニック・ラテン系: 1.03% 先祖による構成 - イギリス系：20.4% - アイルランド系：13.3% - ポルトガル系：8.6% - イタリア系：6.4% - アメリカ人：5.7% 言語による構成 - 英語：93.1% - ポルトガル語：3.7% - スペイン語：1.7% | 年齢別人口構成 - 18歳未満: 22.7% - 18-24歳: 5.5% - 25-44歳: 29.6% - 45-64歳: 27.8% - 65歳以上: 14.4% - 年齢の中央値: 41歳 - 性比（女性100人あたり男性の人口） - 総人口: 95.6 - 18歳以上: 92.1 世帯と家族（対世帯数） - 18歳未満の子供がいる: 28.4% - 結婚・同居している夫婦: 45.4% - 未婚・離婚・死別女性が世帯主: 9.8% - 非家族世帯: 41.0% - 単身世帯: 32.0% - 65歳以上の老人1人暮らし: 11.1% - 平均構成人数 - 世帯: 2.30人 - 家族: 2.91人 収入と家計 - 収入の中央値 - 世帯: 45,559米ドル - 家族: 55,018米ドル - 性別 - 男性: 38,945米ドル - 女性: 30,346米ドル - 人口1人あたり収入: 26,472米ドル - 貧困線以下 - 対人口: 7.3% - 対家族数: 5.3% - 18歳未満: 10.4% - 65歳以上: 5.3% |

## 政治
| 民主党 | 4,920  | 36.43% |
| 共和党 | 1,415  | 10.48% |
| 無党派 | 7,081  | 52.44% |
| 少数党 | 88     | 0.65%  |
| 合計   | 13,504 | 100%   |

| 年     | 民主党      | 共和党      |
| ------ | ----------- | ----------- |
| 2008年 | 75.0% 7,913 | 23.1% 2,442 |
| 2004年 | 72.7% 7,265 | 26.0% 2,602 |
| 2000年 | 61.8% 5,474 | 26.1% 2,315 |

## 都市と町
| - アクィナ町 - チルマーク町 - メネンシャ村 - エドガータウン町 - 郡庁所在地 - チャパクィディック島 | - ゴスノルド町 - カティハンク村 - オークブラフス町 | - ティスベリー町 - ビニヤードヘイブン村 - ウェストティスベリー町 |